# Craonne
Craonne ist eine  französische Gemeinde im Département Aisne in der Région Hauts-de-France (bis 2016: Picardie). Sie gehört zum Arrondissement Laon, zum Kanton Villeneuve-sur-Aisne und zum Gemeindeverband Chemin des Dames. In der Gemeinde leben 85 Einwohner (Stand: 1. Januar 2022), die Craonnais und Craonnaises genannt werden.

## Geografie
Die Gemeinde Craonne liegt im östlichen Bereich des Höhenzuges Chemin des Dames, etwa 30 Kilometer südöstlich von Laon und etwa 30 Kilometer nordwestlich von Reims. Umgeben wird Craonne von den Nachbargemeinden Bouconville-Vauclair im Westen und Norden, Corbeny im Nordosten und Osten, La Ville-aux-Bois-lès-Pontavert im Südosten, Pontavert im Süden sowie Craonnelle im Süden und Südwesten.

## Geschichte
Während der Schlachten an der Aisne von 1917 und 1918 gehörte die Gemeinde Craonne zum Aufmarschgebiet. Im Mai 1917 fielen der Explosion des Winterberg-Tunnels 275 deutsche Soldaten zum Opfer. Nach Kriegsende wurde wegen der Zerstörungen ein neuer Ort in unmittelbarer Nähe des alten errichtet.

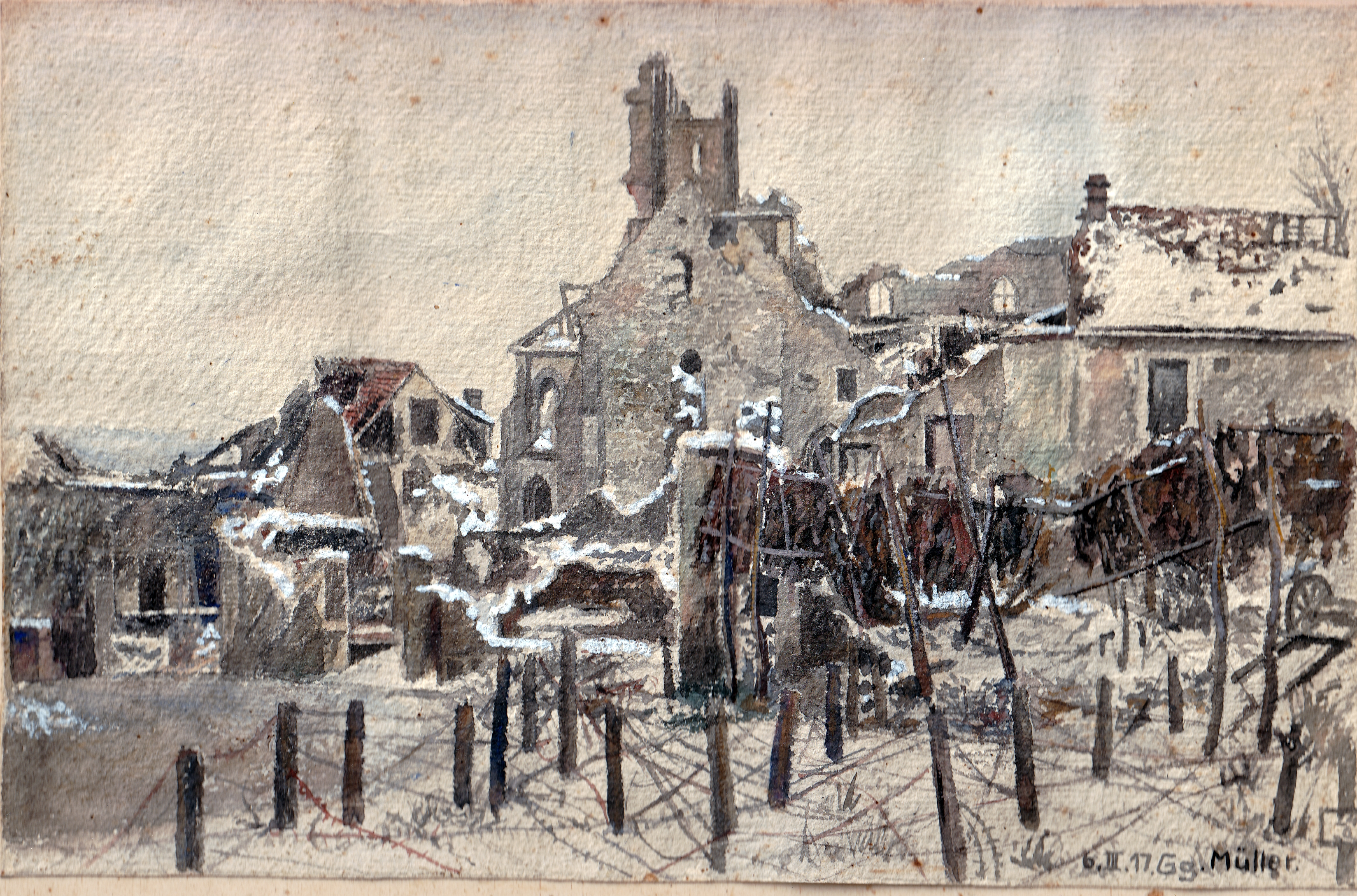
Craonne 1917, Aquarell eines deutschen Soldaten

### Bevölkerungsentwicklung
| Jahr                       | 1962 | 1968 | 1975 | 1982 | 1990 | 1999 | 2010 | 2021 |
| Einwohner                  | 150  | 140  | 96   | 78   | 68   | 67   | 76   | 83   |
| Quellen: Cassini und INSEE |      |      |      |      |      |      |      |      |

## Sehenswürdigkeiten
- Kirche Saint-Martin von 1931
- Rathaus von 1926

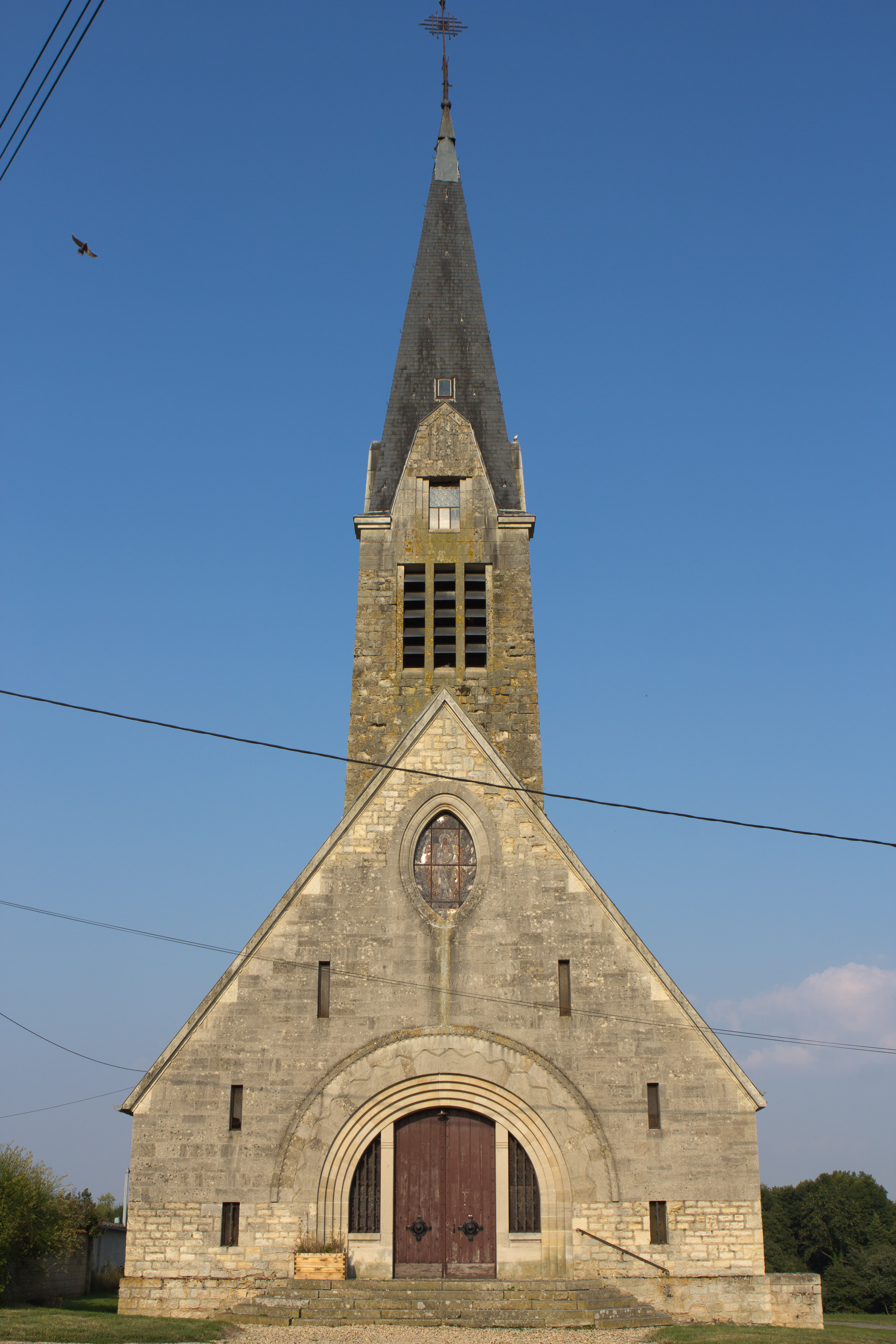
Kirche Saint-Martin
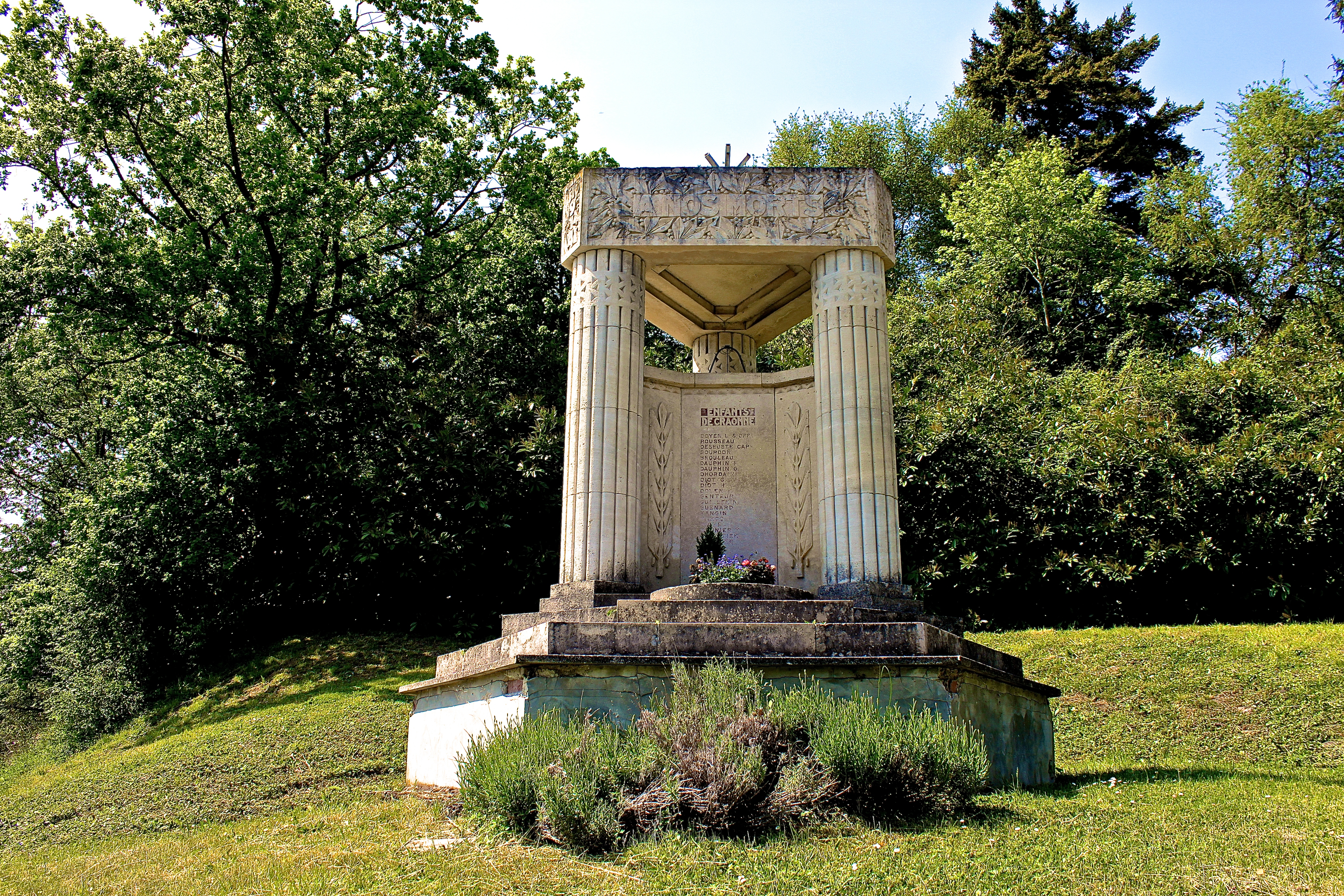
Gefallenendenkmal